# Danuta Sieradzka
Danuta Elżbieta Sieradzka (ur. 1947 w Chorzowie) – polska historyk, profesor nauk humanistycznych, nauczyciel akademicki Uniwersytetu Śląskiego w Katowicach i Politechniki Śląskiej, specjalności naukowe: historia bibliotek, historia książki i prasy, najnowsza historia Polski.

## Życiorys
Uzyskała stopień naukowy doktora. 17 czerwca 1993 roku na podstawie dorobku naukowego i monografii pt. Samorząd komunalny województwa śląskiego 1920–1939. Aspekty polityczne i narodowościowe uzyskała na Wydziale Historycznym Uniwersytetu Jagiellońskiego stopień naukowy doktora habilitowanego nauk humanistycznych w dyscyplinie historia w specjalności historia. 2 czerwca 2003 roku prezydent RP nadał jej tytuł profesora nauk humanistycznych.
Była nauczycielem akademickim Wydziału Organizacji i Zarządzania Politechniki Śląskiej oraz Instytutu Bibliotekoznawstwa i Informacji Naukowej Wydziału Filologicznego Uniwersytetu Śląskiego w Katowicach.

## Publikacje książkowe
- Samorząd komunalny województwa śląskiego 1922-1939, 1991[2]
- Prezydent Katowic w latach 1928-1939 Adam Kocur, 1992[2]
- Samorząd komunalny województwa śląskiego 1920-1939. Aspekty polityczne i narodowościowe[2]
- Wawrzyniec Hajda (1844-1923). Śląski działacz społeczno-narodowy, 1994 (współautor: Andrzej Żydek)[2]
- Z dziejów samorządu komunalnego miasta Chorzowa (do 1939 r.), 1995[2]
- Z kart gazet piekarskich, 1995 (współautor: Andrzej Żydek)[2]
- Miasta województwa śląskiego i ich reprezentacje samorządowe. 1922-1939, 1996[2]
- Samorząd komunalny Świętochłowic i powiatu świętochłowickiego (1922-1939), 1998[2]
- Drukarstwo województwa śląskiego w latach 1920-1939. Zarys dziejów, 2001[2], 2. wyd. 2016[2]
- Królewska Huta Chorzów w latach 1868-1945 : szkice do portretu miasta, 2001[2]
- Wojciech Samarzewski (1876-1966). Chorzowski działacz narodowy, wydawca podręczników i czasopism krawieckich, 2003[2]
- Drukarze i wydawcy Królewskiej Huty (Chorzowa) w latach 1868-1939. Wybrane zagadnienia, 2012[2]

## Odznaczenia
- Srebrny Krzyż Zasługi (1997)[5]